# Filip Vandewal
Filip Vandewal (31 mei 1981) is een Belgische director of photography. Vandewal woont en werkt nu in Los Angeles.
Vandewal studeerde in 2003 af aan de Brusselse filmschool Rits. Films die hij fotografeerde zijn vertoond op diverse internationale filmfestivals waaronder Filmfestival van Cannes en Clermont-Ferrand. Hij was de director of photography voor De laatste zomer, een film geregisseerd door Joost Wynant. 